# Гущин, Анатолий Константинович
Анатолий Константинович Гущин (23 января 1944 года, Саратовская область) — советский и российский учёный-математик и педагог высшей школы, лауреат премии имени И. Г. Петровского (2001).

## Биография
Родился 23 января 1944 года.
В 1966 году окончил механико-математический факультет МГУ.
С 1966 по 1969 годы — учёба в аспирантуре Математического института им. В. А. Стеклова и защита кандидатской диссертации.
С 1969 года по настоящее время — работает там же, в отделе математической физики.
В 1974 году — защита докторской диссертации.

## Научные интересы
Краевые задачи дифференциальных уравнений в частных производных, стабилизация решений нестационарных задач, поведение решений вблизи границы, функциональные пространства.

## Награды и премии
- Орден «Знак Почёта»
- Премия имени И. Г. Петровского (совместно с В. П. Михайловым, за 2001 год) — за цикл работ «Граничные свойства решений эллиптических уравнений и их приложения».